# Calle Santo Domingo
La calle Santo Domingo es una arteria vial que cruza el centro de la ciudad de Santiago, la capital de Chile, desde el Museo Nacional de Bellas Artes hasta llegar a la comuna de Quinta Normal. La calle adquirió su nombre luego de que los dominicos instalaran su convento y su iglesia en 1606.

## Historia
Debido a la destrucción de las residencias del sector por las crecidas del río Mapocho de 1738, fueron los comerciantes quienes se establecieron en la calle. La calle terminaba en su intersección con Teatinos, esquina donde se construyó la primera casa de ladrillos de la ciudad, denominada La Bastilla, en donde tiempo después se instaló el primer servicio de correo chileno.
El 3 de marzo de 1891 inició sus clases el Colegio Alemán de Santiago (Deutsche Schule) en el edificio ubicado en la intersección con la calle Almirante Barroso. Allí también se fundó la primera congregación luterana de la ciudad y se edificó su primer templo, la Christuskapelle, antecesora de la actual Iglesia Luterana El Redentor.